# Mayenne
Mayenne ( fransk udtale ?) er et fransk departement i regionen Pays de la Loire. Hovedbyen er Laval, og departementet har 285338 indbyggere (1999).
Der er 3 arrondissementer, 17 kantoner og 255 kommuner i Mayenne.
- Wikimedia Commons har flere filer relateret til Mayenne

48°10′00″N 0°40′00″V / 48.1666667°N 0.6666667°V